# Manly (Sydney)
Manly – geograficzna nazwa dzielnicy (przedmieścia), położonej na terenie samorządu lokalnego Manly, wchodzącej w skład aglomeracji Sydney, w stanie Nowa Południowa Walia, w Australii.

## Galeria

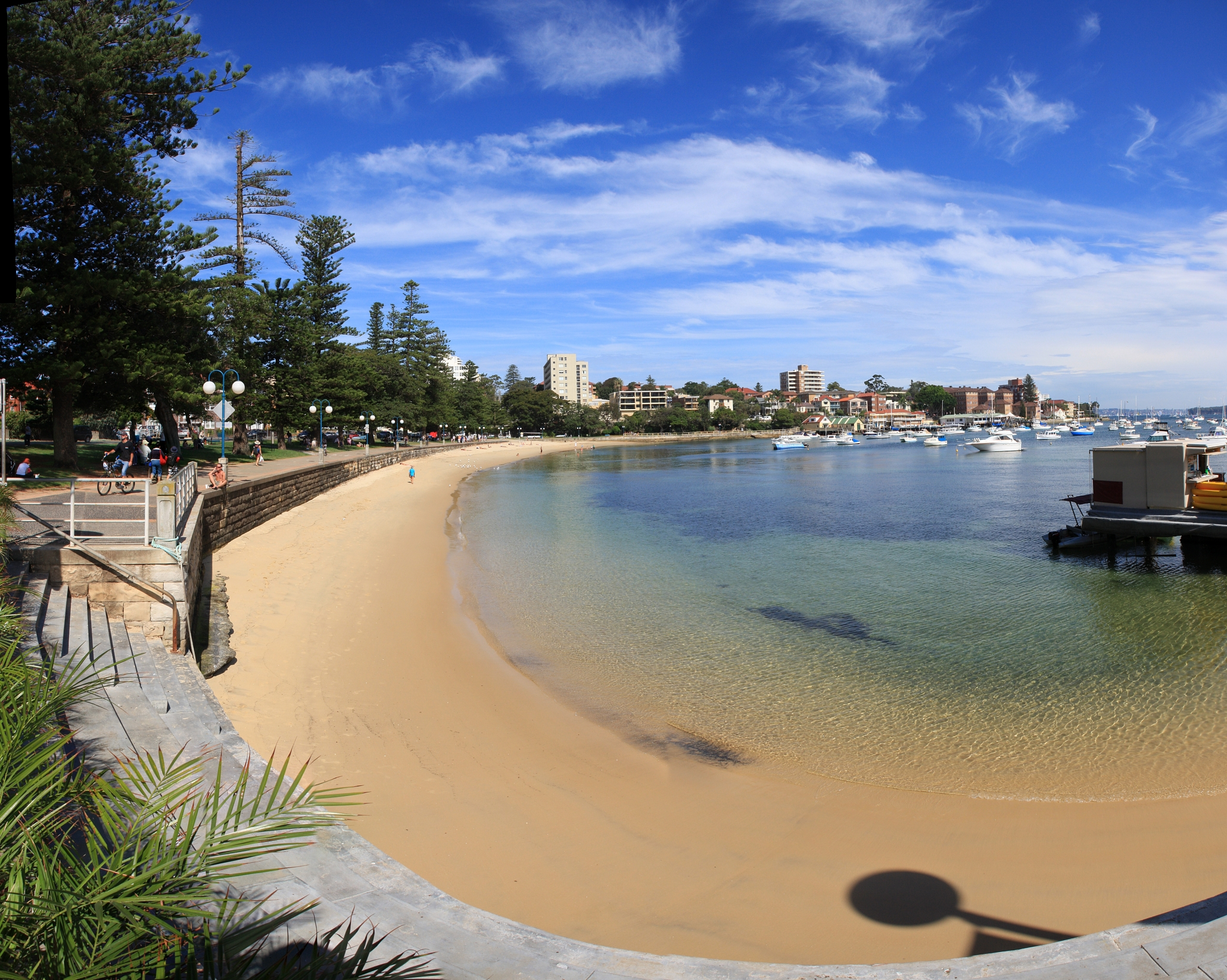
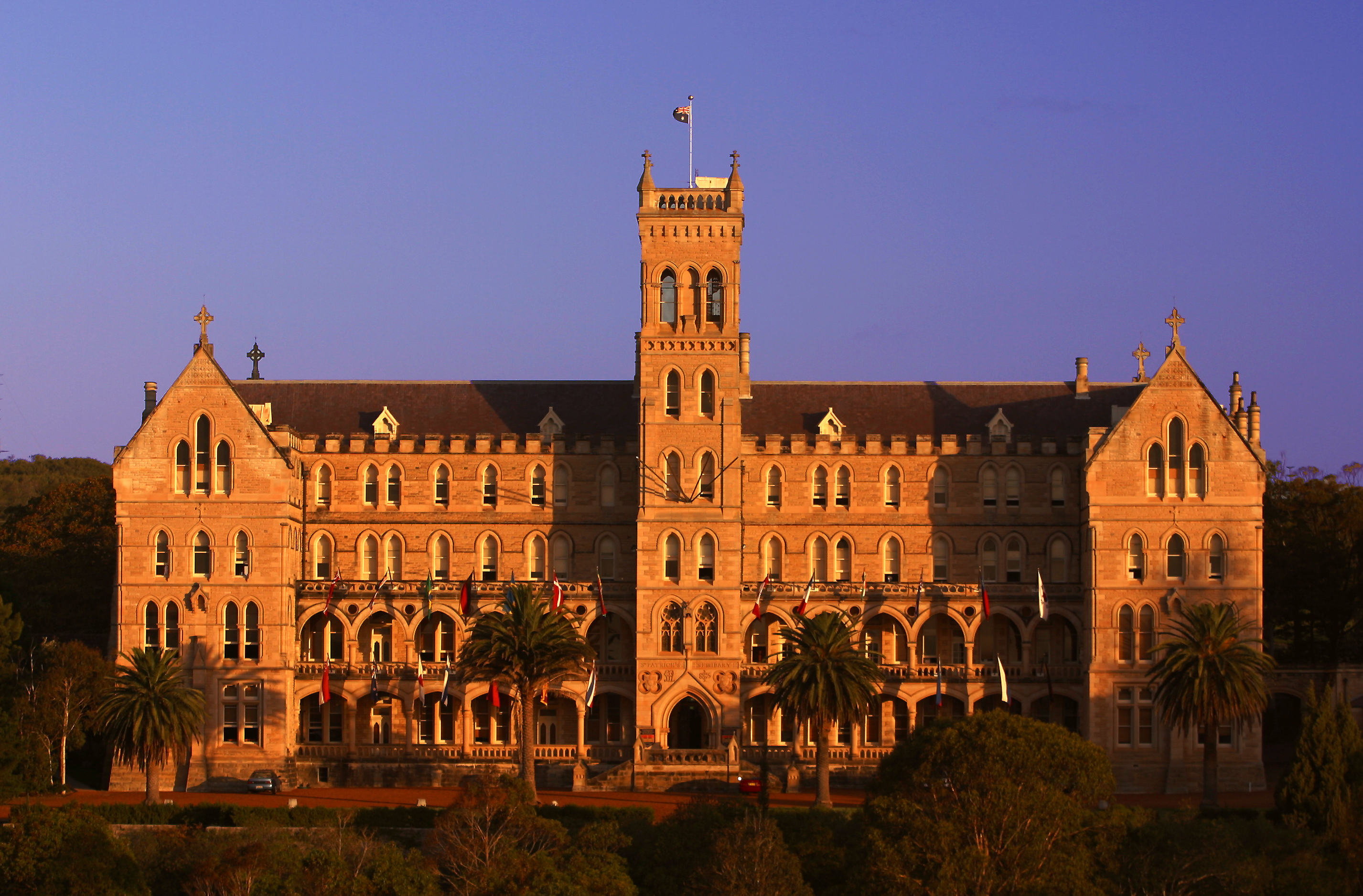
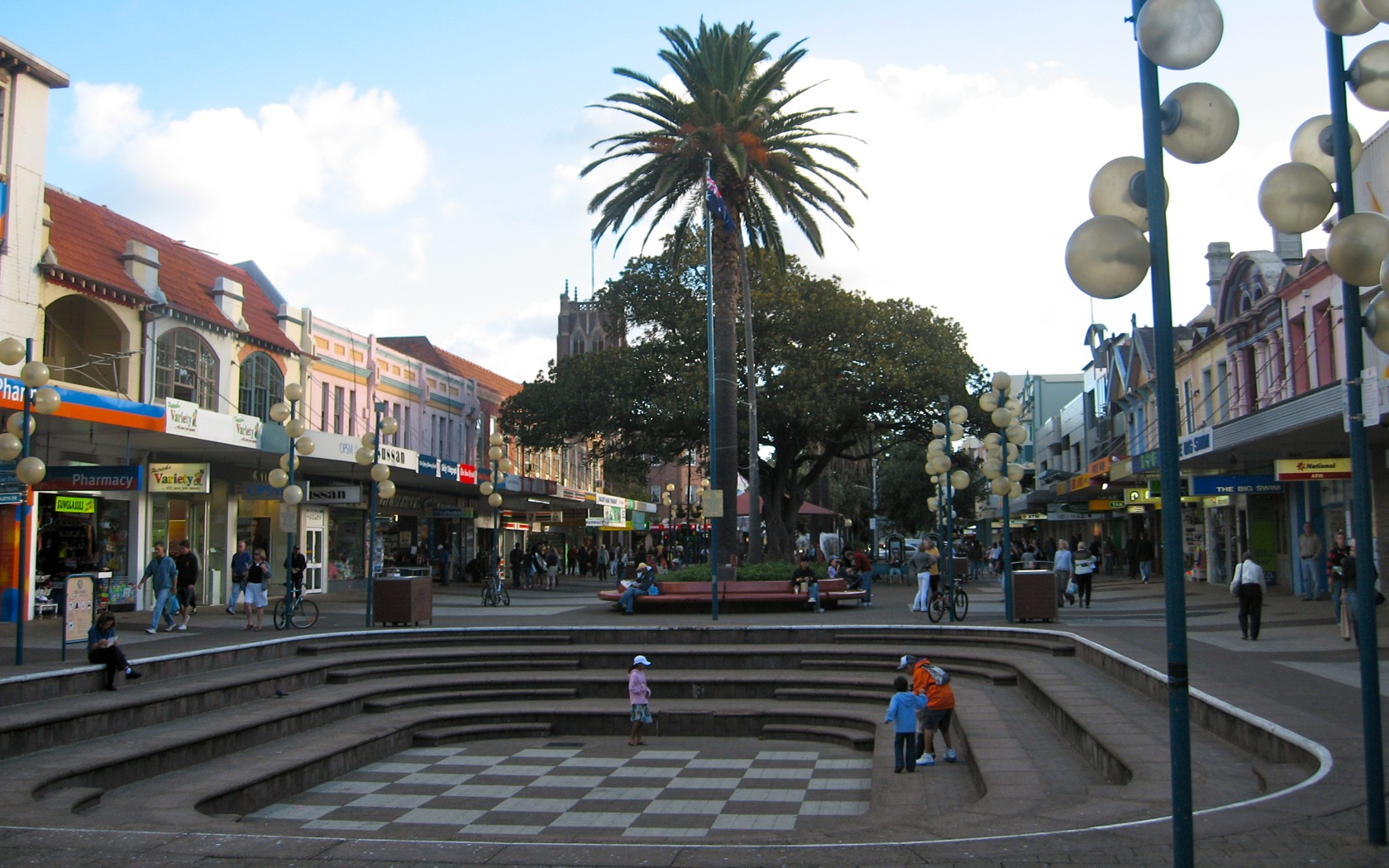